# Paspalidium leonis
Paspalidium leonis är en gräsart som först beskrevs av E.Ekman, och fick sitt nu gällande namn av Gerrit Davidse och Richard Walter Pohl. Paspalidium leonis ingår i släktet Paspalidium och familjen gräs. Inga underarter finns listade i Catalogue of Life.